# Nick Clegg
 Sir Nicholas Peter William Clegg (Chalfont St. Giles, Anglia, 1967. január 7. – ) brit politikus, 2007-től  2015-ig a Liberális Demokraták vezetője és az Egyesült Királyság miniszterelnök-helyettese.

## Életpályája
Apja félig orosz származású angol, anyja pedig holland, így Clegg angol-holland kettős anyanyelvű. Három testvérével együtt Buckinghamshire-ben nőtt föl. A középiskolát a londoni Westminster Schoolban végezte, majd 1989-ben a Cambridge-i Egyetemen szerzett MA diplomát antropológiából. Ezután 1989–90-ben a Minnesotai Egyetemen politikai filozófiát hallgatott, majd a Brugge-i Európa Kollégiumban újabb MA diplomát szerzett, ezúttal európai ügyek szakon.
Clegg angol-holland kettős anyanyelvű, de folyékonyan beszél franciául, spanyolul és németül is.

### Politikai pályafutása
2007-től 2015-ig a Liberális Demokraták nevű párt vezetője és az Egyesült Királyság miniszterelnök-helyettese volt. Miután pártja jelentősen visszaesett a 2015. május 7-i választáson (szavazóinak csaknem kétharmadát, 56 képviselői helyéből 48-at elveszítve), bejelentette lemondását.